# Ateliers de la Dyle

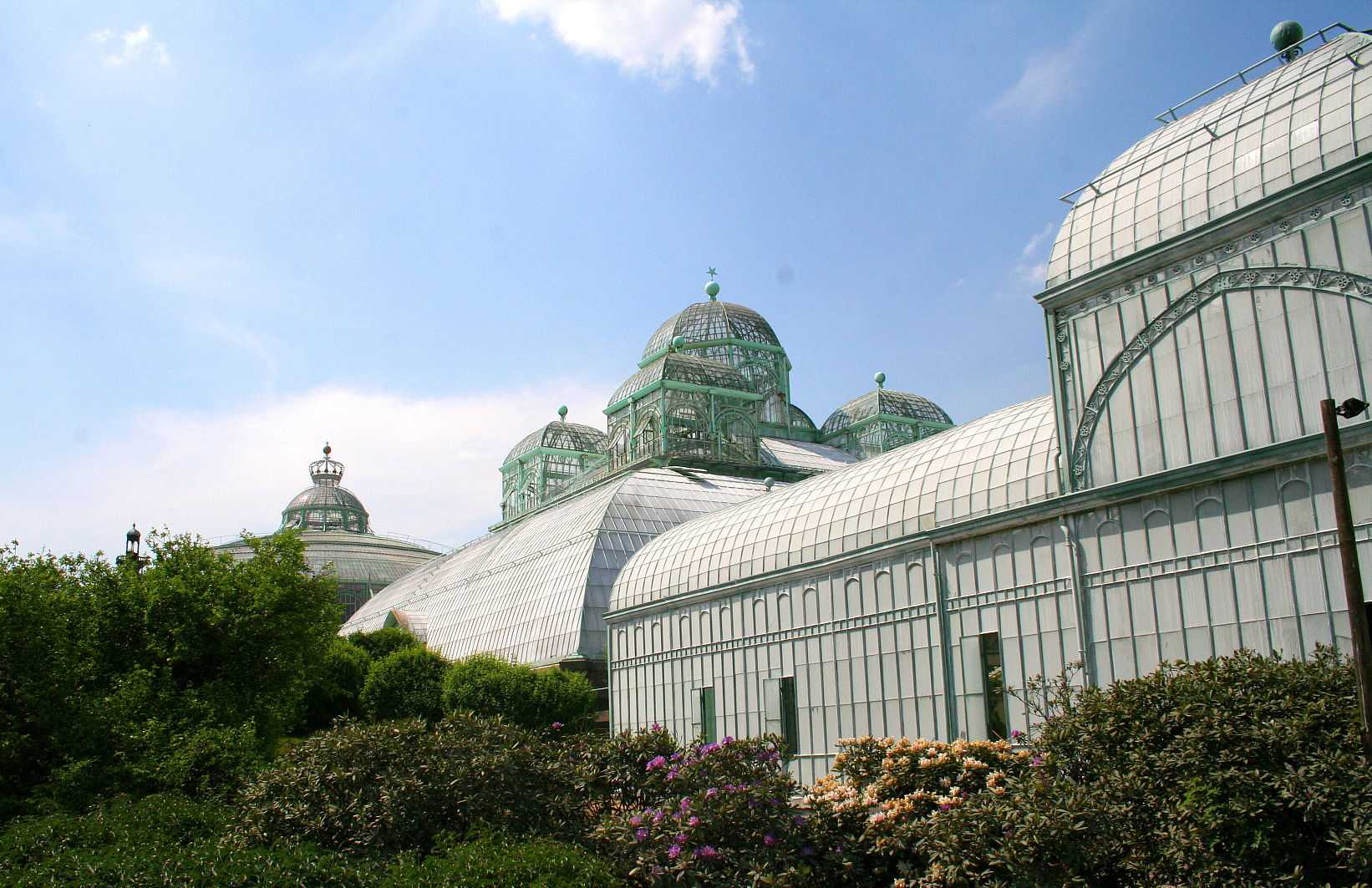
De metaalconstructie van de serres van het Kasteel van Laken werden gebouwd bij de Ateliers de la Dyle

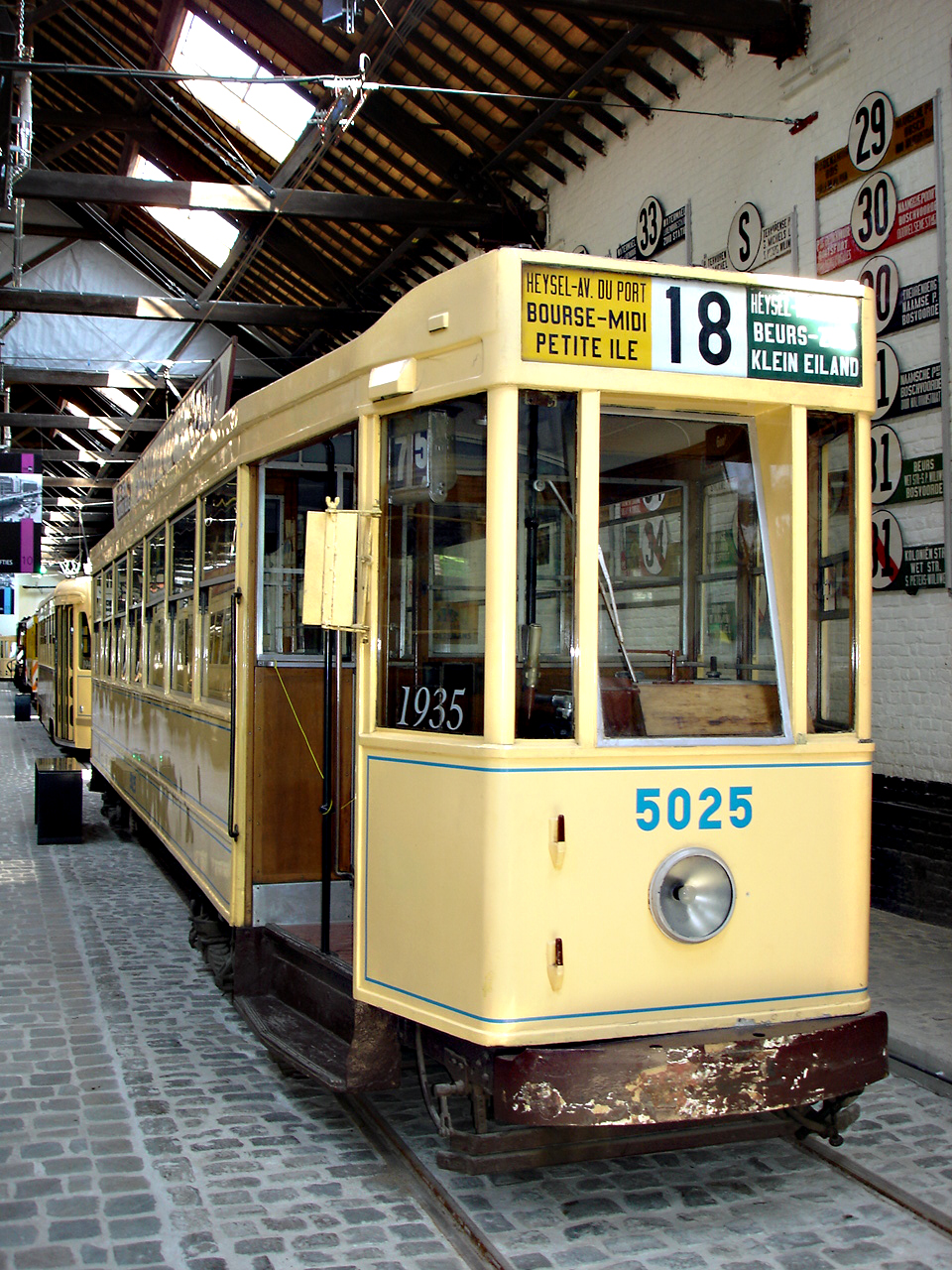
Een bij Dyle et Bacalan gebouwde tram

De Ateliers de la Dyle werden in 1866 opgericht als de Société en Commandite A. Durieux et Cie door Louis Bosmans en Aimé Durieux in Leuven, ongeveer waar nu de brouwerij van Stella Artois staat.
De firma maakte spoormaterieel, trams, maar ook draaischijven, hijstoestellen, kranen, bruggen en staalconstructies, waaronder de serres van Laken. In 1879 fuseerde het met de scheepswerf Société des Chantiers de Bacalan uit Bordeaux en vormde zo S.A. de Travaux Dyle et Bacalan. Het nam de firma Société Belge Métallurgique de fabrication des Corps Creux over in 1902. Rond deze tijd ging men zich ook met de automobielbouw bezighouden. Men bouwde rond 1906 enkele grote luxe auto's, maar concentreerde zich daarna op de fabricage van chassis voor andere firma's, waaronder ALP, Hermes en SACA. In Leuven alleen werkte voor de firma rond 1914 zo'n 2500 werknemers en exporteerde onder andere naar Brazilië, Spanje en Zuid-Afrika. Tijdens de oorlog brandde de firma af en in 1928 werd de firma opgesplitst. Het Belgische deel heette vanaf dan weer Ateliers de la Dyle. Het werd nogmaals in de as gelegd in de Tweede Wereldoorlog. Het werd in 1962 deel van Ateliers Belges Réunis. De Leuvense fabrieksgebouwen en -gronden worden in 1968 verkocht.